# Kaczkowo (województwo pomorskie)
Kaczkowo – wieś kaszubska w Polsce, położona w województwie pomorskim, w powiecie wejherowskim, w gminie Łęczyce.
| SIMC    | Nazwa      | Rodzaj     |
| ------- | ---------- | ---------- |
| 0167243 | Niedarzyno | przysiółek |

Według danych na dzień 31 grudnia 2006 roku wieś zamieszkuje 338 mieszkańców na powierzchni 7,90 km².
W latach 1975–1998 miejscowość administracyjnie należała do województwa gdańskiego.

## Historia
Wieś leży na terenie historycznej ziemi lęborskiej, z którą dzieliła dosyć zmienne koleje losu. W XIII w. znajdowała się w granicach efemerycznego księstwa białogardzkiego, zarządzanego przez księcia Racibora (zm. 1272), młodszego brata księcia gdańskiego Świętopełka II (zm. 1266), następnie przeszła pod bezpośrednie władanie syna Świętopełka - Mściwoja II (zm. 1294). Bo bezpotomnej śmierci Mściwoja II wraz z całym Pomorzem Gdańskim została przyłączona do Wielkopolski, a po śmierci króla Przemysła II (1296) podlegała kolejnym władcom krakowskim: Władysławowi Łokietkowi (1296-1300) i królowi czeskiemu i polskiemu Wacławowi II (1300-1305). Po śmierci Wacława II i jego syna Wacława III (1306) znalazła się ponownie pod panowaniem księcia Władysława Łokietka, który utracił ją wraz z całym Pomorzem Gdańskim na rzecz Krzyżaków w latach 1308-1309. Po wojnie trzynastoletniej (1454-1466) nie wróciła bezpośrednio do Polski, tylko jako lenno znajdowała się pod zarządem książąt zachodniopomorskich z dynastii Gryfitów, która wymarła w 1637 r. W latach 1637–57 ponownie należała bezpośrednio do Polski, jednak w okresie II wojny północnej (tzw. potopu) została przekazana w lenno margrabiom brandenburskim. Po I rozbiorze Polski (1772) została bezpośrednio przyłączona do brandenburskiej prowincji pomorskiej, od 1870 r. należała do zjednoczonej Rzeszy Niemieckiej, po 1918 r. do Republiki Weimarskiej i III Rzeszy, a po II wojnie światowej jeszcze raz wróciła do Polski. Jeśli przyjmiemy za umowny początek historii Brzeźna rok 1200, to można wyliczyć, że w ciągu ok. 800 lat swojej historii (do 2000 r.) przez 67 lat (1227-1294) należała do księstwa wschodniopomorskiego, przez 146 lat (1308-1454) do państwa krzyżackiego, przez 173 lata (1772-1945) do Królestwa Pruskiego, II Rzeszy, Republiki Weimarskiej i III Rzeszy, a przez 414 lat do Polski, jednak w tym czasie przez 298 lat (1454-1637, 1657-1772) była lennem polskim w rękach książąt zachodniopomorskich, a później elektorów brandenburskich.
Kaczkowo, jak wynika z krzyżackich źródeł fiskalnych, zachowały w okresie panowania zakonu tradycyjne prawo polskie sprzed 1308 r. Na jej wcześniejsze, słowiańskie pochodzenie wskazuje również słowiańska nazwa wsi, ponowiona od bezimiennego obecnie strumienia, którego pierwotną nazwę rekonstruuje się jako Kacza, zwanego w XIX w. Czarną Strugą (Schwarze Bach). Chodzi tutaj o strumień, który bierze początek w lasach na północny wschód od Świetlina, przepływa przez teren bagienny na północ od tej wsi (dawniej: Schwesliner Moor – Świetlińskie Bagno), a następnie przepływa w dolinie pomiędzy Świetlinem i Kaczkowem i uchodzi do Łeby w Łęczycach.
W dokumencie wystawionym przez komtura gdańskiego Giselbrechta von Dudelsheim w dniu 28 czerwca 1361 r. dla rycerzy Piotra z Kaczkowa i jego bratanka o imieniu Semyanta mowa jest o zamianie dwóch części dóbr Kaczkowo (eyns gutes Katzchow genant, czwey teil) na dobra rycerskie w Redystowie koło Rozłazina, nadane im na prawie magdeburskim.
Pierwsze wyliczenie obowiązków fiskalnych chłopów z Kaczkowa znamy dopiero z krzyżackich spisów podatkowych z ok. 1400 r. Wynika z nich, że wieś Katschow miała wówczas 12 radeł (haken) ziemi (w tym jedno „puste”, czyli nieobsadzone), z których chłopi byli zobowiązani do kilku różnych podatków, będących ekwiwalentem pieniężnym za posługi i daniny w naturze, nałożone na nich niewątpliwie jeszcze przed 1308 r. Co charakterystyczne, w spisanym po niemiecku dokumencie w przypadku części z nich wymieniono ich pierwotne, słowiańskie nazwy, co jednoznacznie wskazuje na ich wcześniejsze, przedkrzyżackie pochodzenie. Według kolejności podanej w spisie były to następujące obciążenia wobec państwa, czyli Zakonu: 1/ podatek określany jako swin, który wynosił 16 skojców, 2/ ku (niem. Kuh = krowa) – 1 wiardunek (czyli 6 skojców), 3/ huner – 2 szylingi za 2 kury, 4/ vlachs – 1 skojec za len, 5/ keze – 2 szylingi za 2 sery, 6/ gostidwa – 2 skojce, 7/ kossingeld – 4 skojce. Do tego dochodziły jeszcze podatki kościelne: 1/ dziesięcina biskupia liczona po 2 skojce za 4 szefle (korce) żyta, 2/ dziesięcina parafialna po 4 szefle owsa. Dwa pierwsze, tj. ekwiwalent za świnie i krowę – uiszczano wspólnie od całej gromady, pozostałe mnożono przez ilość radeł. 
„Gościtwa” (gostidwa) to inaczej obowiązek goszczenia władcy lub jego urzędników w trakcie licznych podróży po kraju, nieograniczony w czasie i zależny w gruncie rzeczy od jego potrzeb, niewątpliwie bardzo uciążliwy, zwłaszcza w przypadku położenia danej wsi przy uczęszczanym szlaku. Zamiana tego obowiązku na jednorazową kwotę pieniężną (60 fenigów), stanowiącą mniej więcej równowartość dwutygodniowego utrzymania, musiała zostać przyjęta z dużą ulgą. Z kolei tzw. „kośne” (kossingeld), to obowiązek skoszenia, wysuszenia i zwiezienia do najbliższego zamku czy folwarku wyznaczonej ilości siana, będącego przede wszystkim niezbędnym pożywieniem dla pańskich koni. Wykonywanie tej powinności musiało w praktyce nastręczać wiele kłopotów, zwłaszcza dla wsi znacznie oddalonych od pańskich siedzib, tak więc i w tym wypadku zamiana owej posługi na jednorazową opłatę przynosiła korzyść obu stronom: zwalniała chłopów z konieczności wożenia siana po kiepskich drogach na duże odległości, a Krzyżakom zapewniała dopływ gotówki. Przegląd sytuacji na całym krzyżackim Pomorzu dowodzi, że takiej zamiany, czyli reluicji, dokonano na przełomie 3 i 4 ćwierci XIV w.
Przeliczając wszystkie wyżej wymienione wielkości na fenigi (licząc po 180 fenigów na wiardunek, 30 na skojec i 12 na szeląg) otrzymujemy sumę 6636 fenigów. Tymczasem krzyżackiemu skrybie wyszło, że suma podatków z Kaczkowa (łącznie z dziesięcinami) to 9 grzywien (marek) i 1 szyling, czyli 6492 fenigi, plus 48 miar owsa. Różnica jest niewielka, bo wynosi tylko 144 fenigów, ale trudno ją złożyć na karb jakiejś pomyłki. Prawdopodobnie można ją wytłumaczyć w ten sposób, że nie uwzględniono tutaj kossingeldu i kosztu 2 kur (lub 2 serów) z jednego "pustego" radła, co daje równo 144 fenigi mniej, chociaż wszystkie pozostałe obciążenia pobierano również od tej ziemi „pustej”, która prawdopodobnie była jednak wspólnie obrabiana przez pozostałych chłopów.   
Pomiędzy Kaczkowem i Świetlinem istniał w późnym średniowieczu młyn (molendinum Katschow),  położony w dolinie Kaczej Strugi (obecnie bez nazwy), obok którego funkcjonowała również karczma. Dzierżawca czy też dziedziczny właściciel tej posiadłości (stosowny przywilej na posiadanie młyna nie zachował się), był zobowiązany do płacenia 3 ½ grzywny czynszu na św. Marcina (11 XI), a także 16 skojców za użytkowanie jednej włóki pola, które należało wpłacić do kasy zamkowej w Lęborku na Matki Bożej Gromnicznej (2 II). Młyn ten zaginął już pod koniec średniowiecza, być może w okresie wojny trzynastoletniej, dlatego obecnie trudno wskazać dokładne miejsce jego lokalizacji. W dolinie Kaczej Strugi brakuje dzisiaj jakichś wyraźnych śladów tamy, która mogła przegradzać koryto tego strumienia i spiętrzać wodę potrzebną do napędzania jego kół. Sądząc jednak po obecności zarówno młyna, jak i karczmy, musiało to być miejsce powszechnie dostępne, a do takich niewątpliwie należy dolina Kaczej na wysokości Kaczkowa, skąd rozchodzą się drogi w kierunku Kaczkowa, Łęczyc i Świetlina. Młyn kaczkowski obsługiwał co najmniej trzy wymienione wsie, a po jego zniszczeniu tę samą funkcję przejął zbudowany w 1 poł. XVI w. młyn w Niedarzynie, który wielokrotnie wzmiankowany jest w nowożytnych wizytacjach domeny lęborskiej. Ten z kolei pod koniec XIX w. ustąpił miejsca nowemu młynowi zbudowanemu na rzece Łebie w Łęczycach, którego zabytkowe zabudowania zachowały się do dzisiaj.